# Apollinarianismus
Der Apollinarianismus (mitunter auch Apollinarismus) ist eine nach Apollinaris von Laodicea (auch Apollinarius) benannte theologische Lehre, die von der Alten Kirche als Häresie verurteilt wurde.

## Die Lehre des Apollinarius
Apollinarius versuchte, ein christologisches Modell auf der Grundlage antiker Philosophie auszuarbeiten und erdachte in der Form des Syllogismus eine völlig neue Christologie und Soteriologie. Ausgehend von der These der Wesensgleichheit von Vater und Sohn und somit der Göttlichkeit des Sohnes stellte Apollinarius die Frage nach der Möglichkeit einer Inkarnation des göttlichen Logos im menschlichen Jesus Christus. Im Einklang mit der platonischen Dualität von Leib und Seele – der Mensch besteht aus einer Zweiheit von Leib und Seele, wobei die Seele der Subjektträger ist, d. h. den Menschen bestimmt – kam Apollinarius zum Schluss, dass im „irdischen“ Christus sowohl der menschliche Leib, als auch die menschliche Seele zu streichen sei. Nach dieser Theorie wäre Christus sowohl fleischlich als auch seelisch gesehen göttlich. Als Folge davon würde der Mensch nur durch die Teilhabe an Christus in Taufe und Eucharistie erlöst werden, nicht aber durch den Kreuzestod.
Apollinarius gibt folgende Gründe für seine Theorie an:
1. Der Sohn (Christus) ist wesensgleich mit dem Vater. (Dieses Argument ist ein Ergebnis der Trinitätslehre von Apollinarius.)
2. Bei seiner Inkarnation wandert der göttliche Logos in die menschliche Seele.
3. Es kommt zu einer Zusammensetzung Leib - Logos und Seele.
4. Da bei einem vollkommenen Menschen und einem vollkommenen Gott in Jesus Christus die Seele die Erlösung hätte vermeiden können, muss das menschliche Willenssubjekt, die Seele, ausgeschlossen werden.
5. Da beim Menschen der Subjektträger durch die Seele gegeben wird, die Seele aber durch den göttlichen Logos ersetzt wurde, ist auch das menschliche Fleisch ganz göttlich.

Eine Erlösung ist somit nach Apollinarius an die Kirche gebunden und findet einzig in der Taufe und Eucharistie statt, indem der Mensch durch die Teilhabe am göttlichen Leib und Blut Christi den menschlichen Leib in einen himmlischen Leib „umwandelt“.

## Die Verurteilung des Apollinarius
Obwohl Apollinarius einer der ersten Trinitätstheologen des 4. Jahrhunderts war, wurde er wegen seiner Christologie dennoch auf der Synode von Rom (375), der Synode von Antiochia (378), dem Ersten Konzil von Konstantinopel (381) und der Synode von Rom (382) verurteilt. Das Athanasische Glaubensbekenntnis grenzt sich deutlich vom Apollinarianismus ab. „Das Auftreten des Apollinaris ist das Vorspiel zum großen christologischen Streit.“